# Praça da Galiza
Die Praça da Galiza (Galicienplatz) ist ein Platz in der portugiesischen Stadt Porto. Als Kreuzungspunkt der Rua de Júlio Dinis und der Rua do Campo Alegre ist er ein Verkehrsknotenpunkt im östlichen Bereich des Stadtteils Massarelos.
Namengebend ist die im Norden Portugals angrenzende spanische Provinz Galicien. Vorgeschlagen wurde der Name vom Präsidenten der Comissão Administrativa der Stadt Porto, Alfredo de Magalhães, während einer Sitzung der Câmara Municipal am 28. Juni 1936. Als Symbol der freundschaftlichen Beziehungen zwischen beiden Völkern wurde auf dem Platz eine von Salvador Barata Feyo geschaffene Statue der galicischen Lyrikerin Rosalía de Castro errichtet.
An dem Platz befindet sich auch die Escola Gomes Teixeira.